# Бакакін Сергій Григорович
Сергій Григорович Бакакін (18 червня 1908, село Внуково Московської губернії, тепер село міського поселення Дмитров Московської області, Російська Федерація — 10 червня 1995) — радянський партійний діяч, секретар Ворошиловградського обласного комітету КП(б)У, 1-й секретар Краснолуцького міського комітету КП(б)У Ворошиловградської області.

## Біографія
До 1925 року виховувався у дитячих будинках. У 1925—1926 роках працював у артілі шорників та був учнем столяра в селі Внуково.
З 1928 року навчався на робітничому факультеті  і робітник котельно-механічного заводу «Комета» в Москві.
З 1931 року навчався в Московському гірничому інституті, який незабаром приєднали до Донецького індустріального інституту в місті Сталіно. Закінчив Донецький індустріальний інститут, гірничий інженер з експлуатації пластових родовищ.
Після закінчення інституту працював начальником дільниці та головним інженером шахти.
З січня 1938 до 1940 року служив на Тихоокеанському флоті.
Член ВКП(б) з 1938 року.
Після демобілізації, з 1940 до 1941 років працював контролером апарату Комісії партійного контролю ЦК ВКП(б) по Приморському краю в місті Владивостоці.
З серпня 1941 до 1946 року — в Червоній армії, учасник німецько-радянської війни з листопада 1942 року. Служив командиром 3-го дивізіону 845-го артилерійського полку 267-ї стрілецької дивізії 51-ї армії Південно-Західного, 4-го Українського, 1-го і 2-го Прибалтійських та Ленінградського фронтів.
На 1949—1950 роки — 3-й секретар Краснолуцького міського комітету КП(б)У Ворошиловградської області. До вересня 1951 року — 1-й секретар Краснолуцького міського комітету КП(б)У Ворошиловградської області.
5 вересня 1951 — вересень 1952 року — секретар Ворошиловградського обласного комітету КП(б)У з питань кадрів.
З вересня 1952 по травень 1953 року — завідувач відділу важкої промисловості Ворошиловградського обласного комітету КПУ.
У травні (затв.) 1953 — після 1956 року — завідувач відділу вугільної промисловості Ворошиловградського обласного комітету КПУ.
На 1960—1964 роки — заступник начальника комбінату «Донбасантрацит» з капітального будівництва в місті Красний Луч.
Потім — персональний пенсіонер.
Помер 10 червня 1995 року.

## Звання
- воєнінженер 3 рангу
- капітан
- майор

## Нагороди
- орден Червоного Прапора (27.03.1943)
- орден Олександра Невського (30.04.1944)
- орден Вітчизняної війни І ст. (7.06.1945)
- орден Вітчизняної війни ІІ ст. (6.04.1985)
- медалі
- знак «Шахтарська слава» трьох ступенів